# سوورووه (شهرستان باغچه‌سرای، کریمه)
سوورووه (به لاتین: Suvorove) یک منطقهٔ مسکونی در اوکراین است که در جمهوری کریمه واقع شده‌است. سوورووه ۵۵۴ نفر جمعیت دارد.